# Vodafone Stiftung Deutschland
Die Vodafone Stiftung Deutschland ist eine gGmbH mit Sitz in Düsseldorf und Berlin, die von der internationalen Vodafone Foundation und Vodafone Deutschland getragen wird. Gemeinsam mit Partnern aus Politik, Wissenschaft und Zivilgesellschaft forscht sie und initiiert Programme im Bereich der digitalen Bildung. Sie verfügt über einen Thinktank und setzt als operative Stiftung diverse Projekte und Veranstaltungen um.
Die Vodafone Stiftung versteht sich selbst als operative Stiftung.
Die Stiftung ist Mitglied im Bundesverband Deutscher Stiftungen.

## Handlungsfelder
Die Arbeit folgt den Schwerpunkten „Kompetenzen für die digitale Arbeitswelt“ und „Demokratie in der digitalen Gesellschaft“.

### Programmatische Arbeit
Die Stiftung rief 2017 die Initiative Coding For Tomorrow und 2018 die Initiative Klickwinkel – Weite Deinen digitalen Blick ins Leben. Die Angebote beider Initiativen richten sich an Schüler und Lehrkräfte.
Coding For Tomorrow orientiert sich am Schwerpunkt „Kompetenzen für die digitale Arbeitswelt“ und fokussiert sich in erster Linie auf die Entwicklung innovativer Bildungsangebote an Grund- und weiterführenden Schulen. Die Initiative möchte Schulen bei der Unterrichtsentwicklung unter Einbindung digitaler Medien und neuer Technologien unterstützen und allen Schülern in Deutschland den Zugang zu digitaler Bildung ermöglichen. Zu diesem Zweck bietet sie Unterrichtseinheiten, Projekttage, Feriencamps und Lehrkräftefortbildungen sowie Unterrichtsmaterialien an. Die Initiative stand unter der Schirmherrschaft der ehemaligen Staatsministerin für Digitalisierung Dorothee Bär. Innerhalb von fünf Jahren entwickelten zunächst die Junge Tüftler gGmbH gemeinsam mit der Vodafone Stiftung neue bundesweite Online- und Offline-Formate für Kinder, Jugendliche und Multiplikatoren. Im Sommer 2022 übernahm die Tech and Teach gGmbH als neuer Kooperationspartner die Verantwortlichkeit für die Umsetzung und Weiterentwicklung von Coding For Tomorrow. Seit dem 1. Juli 2023 ist die Tech and Teach gGmbH alleiniger Träger der Initiative Coding For Tomorrow, weiterhin gefördert durch die Vodafone Stiftung.
Die Initiative Klickwinkel hat sich nach eigenen Angaben zum Ziel gesetzt, Jugendliche zu kritischen und mündigen Gestaltern der digitalen Gesellschaft zu machen. Dabei liegt der Fokus auf dem kritischen Umgang mit Desinformation und der Stärkung von Resilienz. Klickwinkel steht unter der Schirmherrschaft des Bundespräsidenten und wird in Kooperation mit der Hochschule für Angewandte Wissenschaften (HAW) Hamburg, Teach First Deutschland und ZEIT für die Schule durchgeführt.
Darüber hinaus engagiert sich die Vodafone Stiftung beispielsweise als Partner von Veranstaltungen wie dem Youth Internet Governance Forum in Berlin oder der Konferenz Bildung Digitalisierung 2019 und ist an der Arbeit des Oxford Internet Institute zu Desinformation beteiligt. Seit dem April 2020 ist die Stiftung mit Coding For Tomorrow außerdem Partner der BMBF-Initiative „Wir bleiben schlau! Allianz für MINT-Bildung zu Hause“, durch die Online-MINT-Angebote für Schülerinnen und Schüler zu Hause leichter zugänglich gemacht werden sollen.
Die Stiftung war bis einschließlich 2019 Initiatorin des Deutschen Lehrerpreises und von 1994 bis 2020 Programmpartnerin und Förderin der Off Road Kids Stiftung, welche Beratungs- und Hilfsprogramme für junge Obdach- und Wohnungslose in Deutschland anbietet. 1999 hatte die Vodafone Stiftung mit dem buddY-Projekt (später Education Y) eines der ältesten Schulentwicklungsprogramme initiiert und lange Zeit als Hauptförderer begleitet. Zu weiteren ehemaligen Förderprogrammen der Stiftung zählen zudem Teach First Deutschland, die Social Entrepreneurship Akademie, Rock Your Life, Quinoa – Bildung für hervorragende Lebensperspektiven, Ashoka Deutschland und ArbeiterKind.de.

### Thinktank
Die Thinktank-Arbeit folgt den beiden Schwerpunkten der Stiftung „Kompetenzen für die digitale Arbeitswelt“ und „Demokratie in der digitalen Gesellschaft“ und soll die programmatische Arbeit in den Initiativen unterstützen, durch gemeinsame Studien und Publikationen mit Institutionen und Partnern aus der Wissenschaft.

## Ausgewählte Publikationen der Stiftung
- „Schule auf Distanz“ – Perspektiven und Empfehlungen für den neuen Schulalltag. Eine repräsentative Befragung von Lehrkräften in Deutschland (2020); Durchführung: Institut für Demoskopie Allensbach mit Analysen von Birgit Eickelmann und Kerstin Drossel[16]
- „Unter Druck“ – Die Situation von Eltern und ihren schulpflichtigen Kindern während der Schulschließungen (2020); Durchführung: Infratest dimap[17]
- „Jugend will bewegen“ – Studie zur politischen Beteiligung junger Menschen in Deutschland (Befragung: 2019); Durchführung: Infratest dimap[18]
- „Mehr Mut zu digitaler Bildung“ – Kurzstudie zur Einstellung der Deutschen gegenüber digitalen Innovationen im Bereich Bildung im internationalen Vergleich (2019); Durchführung: Ipsos[19]
- „Jung! Digital! Sozial?“ – Studie zu Erklärungsfaktoren für Online-Sozialkompetenzen im Kindes- und Jugendalter (2019); Durchführung: Deutsches Jugendinstitut[20]
- „Erfolgsfaktor Resilienz“ – PISA-Sonderauswertung der OECD zu Jugendlichen, die trotz eines eher bildungsfernen Elternhauses und somit unabhängig von ihrem sozioökonomischen Hintergrunds solide Leistungen im PISA-Test zeigen – gefördert von der Vodafone Stiftung Deutschland (2018)[21]
- „Coding und Charakter“ – Repräsentative Befragung: Welche Kompetenzen betrachten die Deutschen als die wichtigsten für die digitale Zukunft? (2017); Durchführung: Kantar TNS[22]
- „Zehn Punkte für bessere Bildungschancen“ – Eine Zusammenfassung der wichtigsten Erkenntnisse vorangegangener Studien und Projekte (2017)[23]
- „Mehr Schule wagen“ – Empfehlungen für guten Ganztag der Vodafone Stiftung Deutschland, Bertelsmann Stiftung, Robert Bosch Stiftung und Stiftung Mercator (2017)[24]
- „Chancen und Voraussetzungen für ein Integrationsministerium auf Bundesebene“ – Studie zur Situation von Schutzsuchenden in Deutschland, administrative Zuständigkeiten (2017); Durchführung: Lorenz-von-Stein-Institut für Verwaltungswissenschaften[25]
- „Gebrauchsanweisung fürs lebenslange Lernen“ – Erkenntnisse zur Weiterbildung und wie Betriebe sowie Mitarbeiter sie einsetzen können (2016); Durchführung: Hochschule für angewandtes Management unter Beratung des Bundesinstituts für Berufsbildung (BIBB)[26]
- „Der digitale Wandel der Arbeitswelt und Herausforderungen für die Bildung“ – Eine Foreseight-Studie des Fraunhofer-Instituts für System- und Innovationsforschung (2016)[27]
- „Entkoppelt vom System“ – Studie zu Jugendlichen in extremen Risikolagen (2015); Durchführung: Deutsches Jugendinstitut[28]
- „Große Vielfalt, weniger Chancen“ – Eine Studie über die Bildungserfahrungen und Bildungsziele von Menschen mit Migrationshintergrund in Deutschland (2015), gemeinsam mit der Stiftung Mercator; Durchführung: Universität Düsseldorf[29]
- „Was ‚Eltern wollen‘“ – Umfrage unter Eltern zu Bildungsapsirationen ihrer Kinder; Durchführung: Institut für Demoskopie Allensbach[30]
- „Schule, und dann?“ – Herausforderungen bei der Berufsorientierung von Schülern in Deutschland (2014); Durchführung: Institut für Demoskopie Allensbach[31]